# Hjalmar Schacht

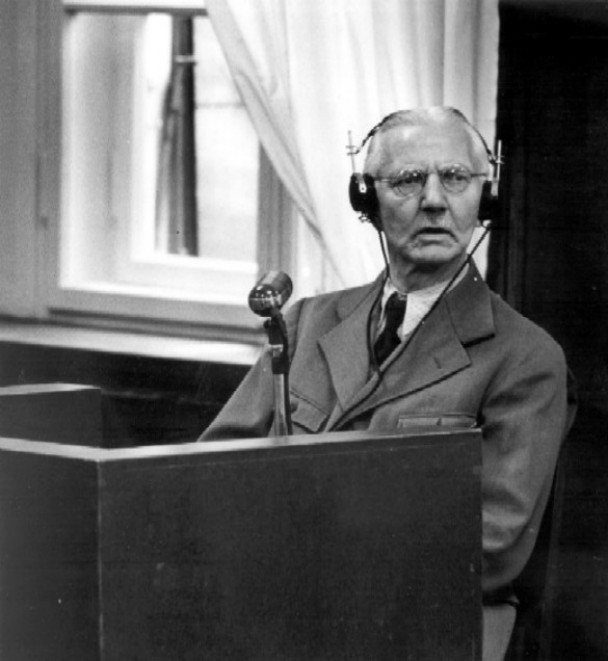
A nürnbergi perben, 1946

Horace Greeley Hjalmar Schacht (Tingleff, Schleswig-Holstein, 1877. január 22. – München, 1970. június 3.) német politikus és bankár, a Reichsbank elnöke, a Német Birodalom gazdasági minisztere.

## Élete
William Leonhard Ludwig Maximillian Schacht német kereskedő és dán felesége, Constanze Justine Sophie von Eggers bárónő fiaként született. Első két nevét a néhány évvel korábban elhunyt amerikai politikus és kiadó Horace Greeley tiszteletére kapta. A Hjalmar skandináv név. Viszonylag szegény család volt, szülei utolsó pénzüket adták ki, hogy Schacht és két bátyja (egyik fivére Eddy Schacht orvos (1872–1952), aki 1946-ban Baden-Baden polgármestere volt) Gelehrtenschule des Johanneumsba, Hamburgba mehessenek, ahol Schacht 1895-ben érettségizett. Amikor a szülők jövedelmi helyzete javult, Schacht beiratkozhatott a Kieli Egyetem orvostudományi karára. A második félévben áttért a germanisztikára. A harmadik félévben – immár a Müncheni Egyetemre iratkozott be – az akkoriban fontos közgazdaságtant Lujo Brentano előadásain tanulta. Ezeket a lipcsei, a berlini és a Kieli Egyetemeken és a párizsi Sorbonne-on is tanulta. Az 1898 nyári szemeszteren visszatért Kielbe, és ott doktorált (1899-ben Wilhelm Hasbach politológusnál, „Az angol merkantilizmus elméleti tartalma” című dolgozatával). Mivel Kielben nem volt külön politikatudományi kar, mint a Német Birodalom sok más egyetemén, Schacht filozófiából doktorált (PhD.). Míg dolgozata a cum laude (dicséretes) címet kapta, összesített osztályzata kevésbé volt jó, mert a szóbeli vizsgán a gazdaság és a politika mellett a kötelező filozófia tárgyat is vizsgálták, amelyben Schacht – saját bevallása szerint – szinte teljesen megbukott. 1900-ban a Zentralstelle zur Vorbereitung von Handelsverträgennél lett asszisztens, majd 1901-ben annak cégvezetője lett. Két év múltán a Dresdner Bank referensévé, majd 1908-ban helyettes igazgatójává lépett elő.
Az első világháború alatt gyenge szeme miatt felmentést kapott a hadi szolgálat alól, és leginkább a katonai adminisztrációban tevékenykedett. 1916-ban a Nationalbank für Deutschland igazgatója, 1920-tól tulajdonosa lett. 1923 decemberében a Reichsbank igazgatóságának elnökévé nevezték ki. Alig néhány hónap alatt hírnevet szerzett a német politikában, és a német márka megmentőjeként emlegették. 1930-ban lemondott tisztségéről, mivel nem értett egyet a kormány irányvonalával.
1931-ben találkozott első ízben Hitlerrel, akinek sikerült őt követőjévé tennie. Az 1932-es választások során Hitler kancellársága érdekében küzdött. 1933-ban ismét a Reichsbank vezetője lett. A pénzügyi politikában olyan lépéseket tett, amelyek a háborúra való felkészülés jegyében lehetővé tették a náci rendszernek a munkahelyteremtést. 1934. június 30-tól a gazdasági miniszteri posztot is ő töltötte be.
Politikai pozíciója kezdettől fogva Hitlertől függött, akinek azonban 1936-tól kezdve már nem nagyon volt rá szüksége. Néhányszor felemelte szavát a kormány egyes intézkedései, és a zsidóüldözés ellen, de nem talált meghallgatásra. Mivel gazdasági miniszteri hatásköréből egyre több került át Hermann Göringhez, 1937. november 26-án leköszönt tisztségéről, és 1939. január 20-án a jegybankelnökségről is. Ennek ellenére tárca nélküli miniszterként továbbra is a rendszert támogatta, 1943-ban azonban a kabinetből is eltávolították.
Ettől kezdve nem titkolta a rendszerrel szembeni kritikus álláspontját. Az 1944. július 20-i merényletet követően annak ellenére bebörtönözték, hogy nem volt részes benne. Börtönben volt 1945-ben is, amikor a nürnbergi per vádlottjaként a nemzetközi bíróság elé került, ahol felmentették, bár a szovjet bírák terhére rótták, hogy Franciaország német megszállásakor egy filmhíradóban Hitlernek gratulált. Több nácitlanítási eljárás után végül 1948. szeptember 2-án szabadult. Ezt követően bankárként, publicistaként és külföldi kormányok tanácsadójaként tevékenykedett.

## Magánélete
Miután Schacht megvetette a lábát a magánszektorban, és jól keresett, 1903-ban feleségül vette Bertha Emma Clara Luise Sowát (1874–1940), egy nyomozófelügyelő lányát. 1903-ban megszületett Inge lánya (Hilger van Scherpenberg felesége), 1910-ben pedig Jens Hjalmar fia († 1945). 1938-ban a pár különvált, részben politikai okok miatt, mert Luise egyre inkább nemzetiszocialistává vált, miközben Schacht egyre inkább összeütközésbe került Hitlerrel. Luise 1940-ben halt meg, súlyos betegségben. 1941. március 6-án Schacht feleségül vette a nála 30 évvel fiatalabb Mauzika „Manci” Voglert (1907–1999), akinek tőle Cordula és Konstanze nevű lányai születtek.